# Hollandale (Missisipi)
Hollandale – miasto w Stanach Zjednoczonych, w stanie Missisipi, w hrabstwie Washington.